# 雅朗
雅朗（法語：Jallans，法語發音：[ʒalɑ̃]）是法国厄尔-卢瓦省的一个市镇，属于沙托丹区。 

## 地理
雅朗（48°4'31"N, 1°22'15"E）面积8.99 平方千米，位于法国中央-卢瓦尔河谷大区厄尔-卢瓦省，该省份为法国北部内陆省份，北起顺时针与厄尔省、伊夫林省、埃松省、卢瓦雷省、卢瓦-谢尔省、萨尔特省和奧恩省接壤。
与雅朗接壤的市镇（或旧市镇、城区）包括：多讷曼圣马梅斯、莫莱昂、沙托丹、维勒莫里。

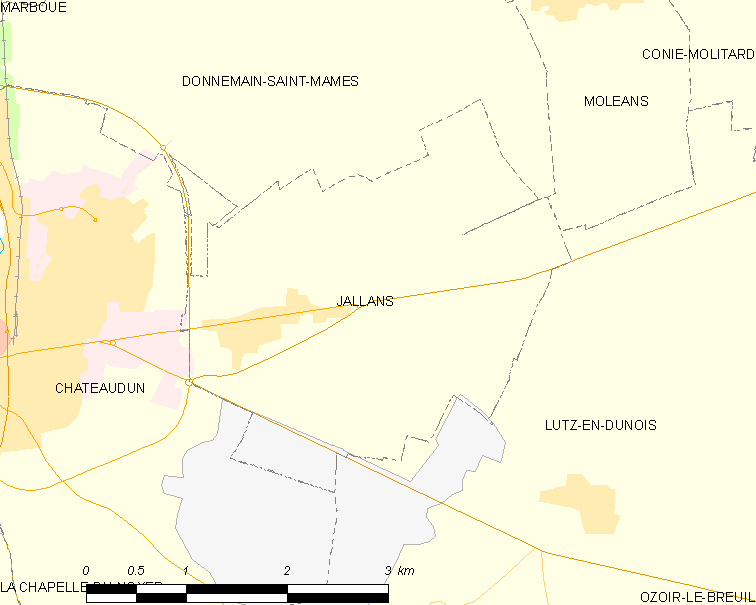
雅朗的OSM定位图

雅朗的时区为UTC+01:00、UTC+02:00（夏令时）。

## 行政
雅朗的邮政编码为28200，INSEE市镇编码为28198。

## 政治
雅朗所属的省级选区为沙托丹县。

## 人口

1962-2008年间雅朗人口变化图示

雅朗于2022年1月1日时的人口数量为787人。